# Rudolf Kárpáti
Rudolf Kárpáti   (Budapest, 17 de juliol de 1920 - Budapest, 1 de febrer de 1999) fou un tirador d'esgrima hongarès, guanyador de sis medalles olímpiques d'or.

## Carrera esportiva
Va participar, als 28 anys, en els Jocs Olímpics d'Estiu de 1948 celebrats a Londres (Regne Unit), on va aconseguir guanyar la medalla d'or en la prova per equips de sabre, una competició que guanyà posteriorment en els Jocs Olímpics d'Estiu de 1952 realitzats a Hèlsinki (Finlàndia, Jocs Olímpics d'Estiu de 1956 realitzats a Melbourne (Austràlia) i en els Jocs Olímpics d'Estiu de 1960 realitzats a Roma (Itàlia). Així mateix guanyà la competició de sabre individual en les edicions de 1956 a Melbourne 1960 a Roma.
Al llarg de la seva carrera ha guanyat dotze medalles en el Campionat del Món d'esgrima, entre elles set medalles d'or.